# Stenosphenus dolosus
Stenosphenus dolosus là một loài bọ cánh cứng trong họ Cerambycidae.